# سه خط‌مشی
سه خط‌مشی (به ژاپنی: Sankō Sakusen 三光作戦) بنا بر منابع چینی  راهبرد زمین سوخته و سه خط‌مشی «کشتن همه»، «سوزاندن همه»، و «غارت همه» سیاست ژاپن در چین در طی جنگ جهانی دوم بوده‌است. این سیاست به عنوان تلافی‌جویی رهبری حزب کمونیست چین - در برابر حمله صد هنگ متجاوز در دسامبر ۱۹۴۰ طراحی شده بود. . ژاپنی‌ها وجود و صدور چنین خط‌مشی ای را در چین رد می‌کنند اما اسناد معاصر ژاپن از این سیاست به عنوان  (燼滅作戦, Jinmetsu Sakusen) «استراتژی سوزاندن تا خاکستر» یاد می‌کنند.